# Bagnara Calabra
Bagnara Calabra är en ort och kommun i storstadsregionen Reggio Calabria, innan 2017 provinsen Reggio Calabria, i regionen Kalabrien i Italien. Kommunen hade 10 120 invånare (2017).